# حفل توزيع جوائز الأكاديمية البريطانية للأفلام الثامن والسبعون
حفل توزيع جوائز الأكاديمية البريطانية للأفلام الثامن والسبعون والمعروف باسم جوائز البافتا، أقيم في 16 فبراير 2025، لتكريم أفضل الأفلام البريطانية والأجنبية لعام 2024، في قاعة المهرجانات الملكية داخل مركز ساوث بانك في لندن. قدمته الأكاديمية البريطانية لفنون السينما والتلفزيون، وزعت الجوائز لأفضل الأفلام التي عرضت في دور السينما البريطانية في عام 2024.

## معلومات الحفل

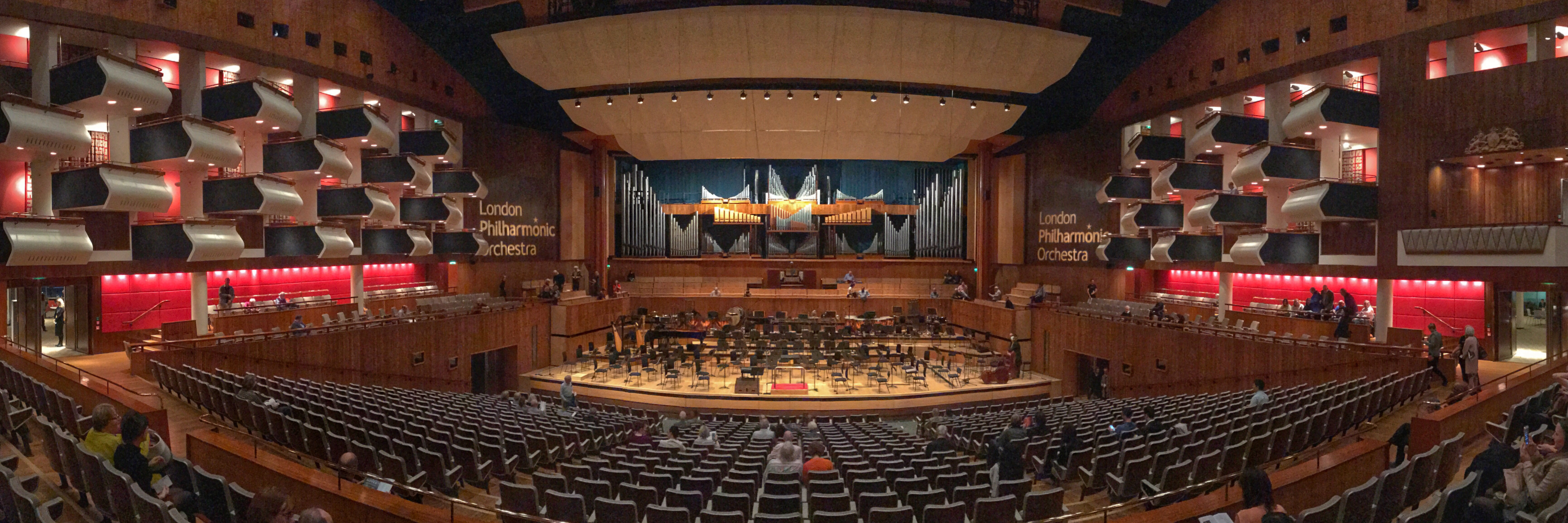
الجزء الداخلي من قاعة المهرجانات الملكية التي استضافت الحفل

أقيم الحفل في قاعة المهرجانات الملكية داخل مركز ساوث بانك في لندن في 16 فبراير 2025، واستضافه ديفيد تينانت للعام الثاني على التوالي. بثت قنوات بافتا الرقمية محتوى ما قبل الحفل وما بعده؛ تم بث الحفل مؤجلًا على الهواء مباشرة، بتأخير حوالي ساعة، على قناة بي بي سي وان في المملكة المتحدة وعلى منصات بريت بوكس المختلفة دوليًا. في مقدمته للحفل، قدم ديفيد تينانتأغنية "I'm Gonna Be (500 Miles)" لفرقة ذا بروكليمرز قبل مونولوجه المليء بنكات الأب - كانت نكاتته المكتوبة ذات نبرة مماثلة طوال الوقت. على الرغم من أن الحفل استغرق وقتًا طويلاً، إلا أن التحرير أبقى حفل البث لمدة ساعتين "سريعتين".
تم منح جائزة البافتا لأفضل فيلم للأطفال والعائلة [الإنجليزية] لأول مرة في عام 2025، بعد الإعلان عنها في عام 2023 كأول فئة جديدة منذ تقديم أفضل طاقم عمل في عام 2020؛ خلال الحفل، اقترح موقع ددلاين هوليوود أن هناك "تداخلًا كبيرًا" بينها وبين فئة جائزة  الأكاديمية البريطانية للأفلام عن فئة أفضل فيلم رسوم متحركة ‏. تشمل التغييرات الأخرى على الجوائز لعام 2025 تقديم متطلبات جديدة للترشيح لفئتي أفضل فيلم وأفضل فيلم بريطاني.
جعل المرشحون في عام 2025 الحفل الأكثر تنوعًا من حيث الأنواع، مع تمثيل الرعب والموسيقى بشكل جيد بين أنواع حفل توزيع الجوائز الأكثر تقليدية. من حيث المرشحين الفرديين، حصل صانع أفلام أنورا شون بيكر على ثاني أكبر عدد من الترشيحات لشخص واحد في حفل واحد بخمسة (جائزة البافتا لأفضل إخراج ‏، جائزة البافتا لأفضل سيناريو ‏، جائزة البافتا لأفضل تحرير ‏ أفضل طاقم عمل، وأفضل مونتاج)، وأصبح صانع الأفلام Rich Peppiatt أكثر المخرجين الجدد ترشيحًا في جوائز البافتا بأربعة ترشيحات شخصية عن فيلم Kneecap.
خلال الجوائز الفنية، انقطع صوت الحفل عند تقديم جائزة زحل لأفضل صوت ‏، على الرغم من إصلاح ذلك للبث. لوحظ العديد من الفائزين بسبب افتقارهم إلى إعداد خطاب القبول والتعليقات المتشعبة المحببة التي قدموها بدلاً من ذلك، بما في ذلك نيك بارك (لـ والاس وغروميت: الانتقام المر) وجيسي آيزينبيرغ (لـ A Real Pain). قبل الإعلان عن التمثيل والجوائز الكبرى الأخرى،[13] قدمت تيك ذات أغنيتهم "Greatest Day"، والتي ظهرت بشكل بارز في المرشحة أنورا. بعد جائزتين، تم عرض أول مونتاج من جائزتين أخريين لن يتم بثهما مباشرة؛ وشمل ذلك فوز إيميليا بيريز جائزة الأكاديمية البريطانية للأفلام لأفضل فيلم بلغة غير الإنجليزية ‏، حيث قطع المقطع بشكل ملحوظ المخرج جاك أوديار وهو يشيد بالنجمة المثيرة للجدل كارلا صوفيا غاسكون في خطابه. كان الفائزون الذين اعتبروا مفاجئين هم ديفيد جونسون لجائزة البافتا للنجم الصاعد وفوز مايكي ماديسون بجائزة البافتا لأفضل ممثلة في دور رئيسي، في حين اعتبر فشل فيلم مجهول تماما في الفوز بأي من ترشيحاته الستة بمثابة تجاهل مفاجئ. فاز المفضلان في فئات الأداء المساعد، زوي سالدانا (لإميليا بيريز) وكيران كولكين (لفيلم A Real Pain) بفئتيهما، وهو ما قيل أنه جعلهما مضمونين تقريبًا للفوز في حفل توزيع جوائز الأوسكار السابع والتسعين.
كان هناك عدد قليل نسبيًا من التعليقات السياسية التي تم الإدلاء بها في الحفل، حيث أطلق تينانت النكات حول دونالد ترامب - على الرغم من أن بعضها، بما في ذلك مقارنة ترامب بشخصية بيتلجوس، بالإضافة إلى النكات حول المجمع المغلق، تم حذفها من البث؛ قال بيبيات أنه "يجب احترام لغة الجميع وثقافتهم ووطنهم"؛ وتقبل إدوارد بيرغر جائزة الفيلم البريطاني المتميز عن المجمع المغلق من خلال الإشارة بشكل غامض إلى الانتخابات في ألمانيا ووصف الوقت بأنه "أزمة ديمقراطية". عند تقديم أفضل فيلم، أشار مارك هاميل إلى "الأوقات العصيبة" قبل عدم تسمية ترامب عمدًا. في إشارة إلى التعليقات التي تم حذفها، ذكرت هيئة الإذاعة البريطانية أن قرارات التحرير اتخذت بسبب قيود الوقت.

## الجوائز والترشيحات

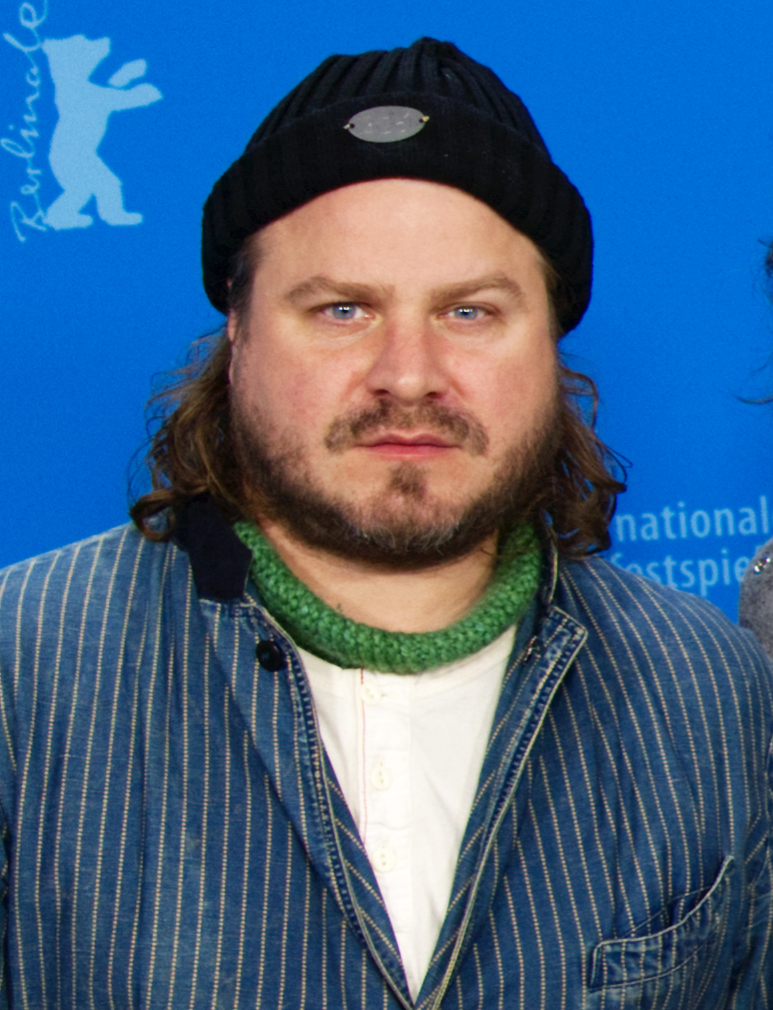
برادي كوربيت جائزة أفضل مخرج

Adrien Brody, جائزة أفضل ممثل

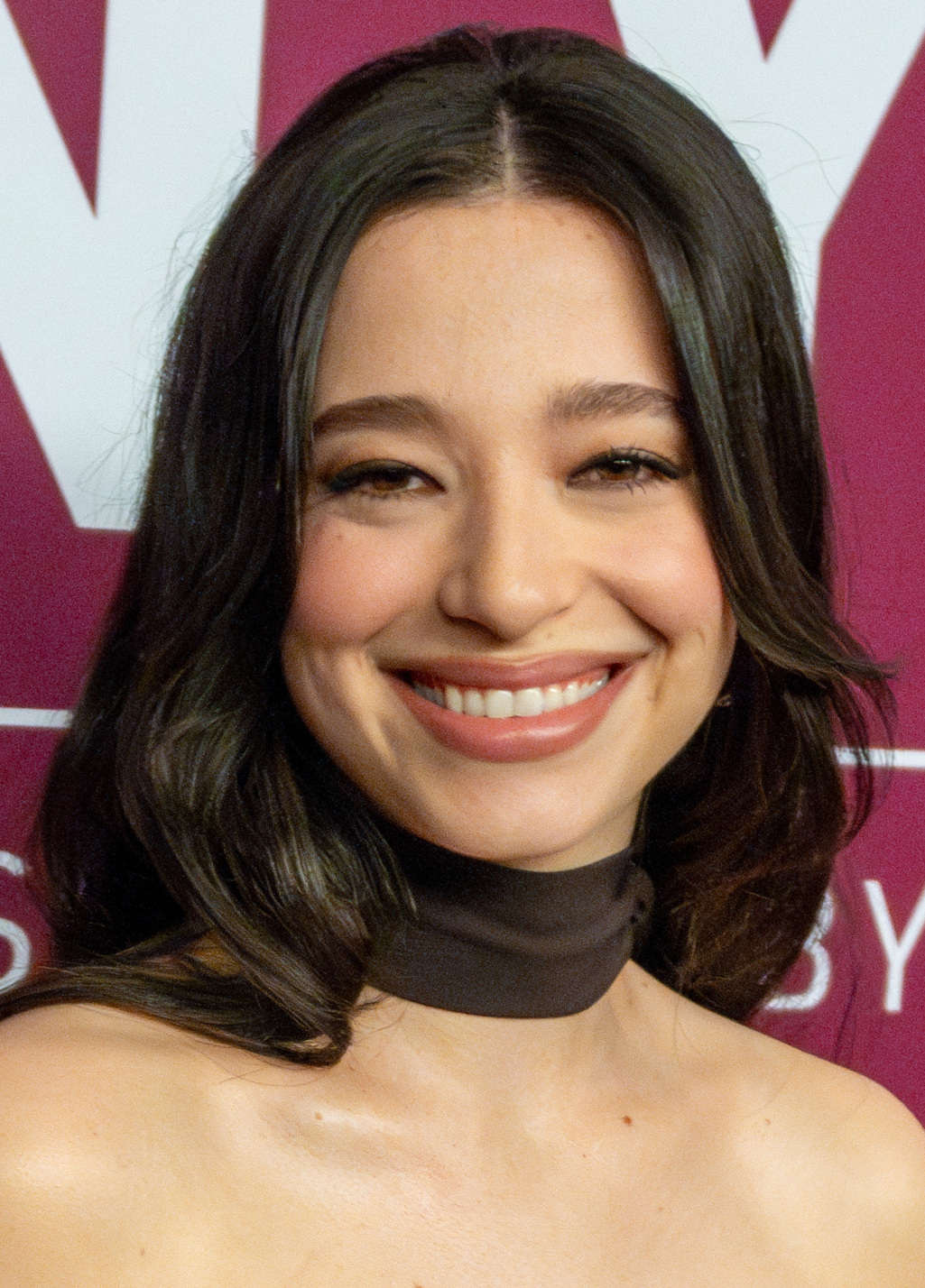
مايكي ماديسون, جائزة أفضل ممثلة

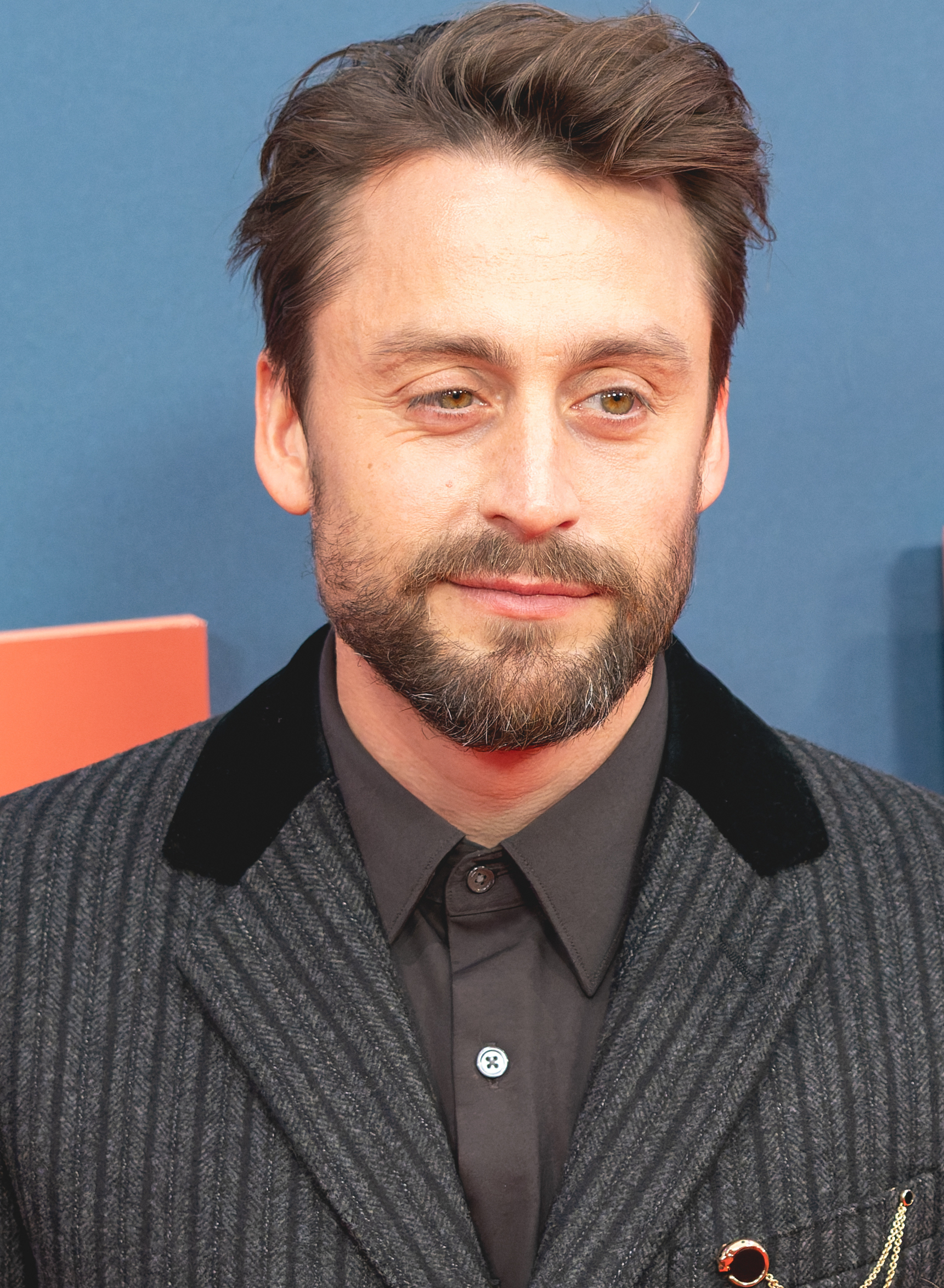
كيران كولكينأفضل ممثل مساعد

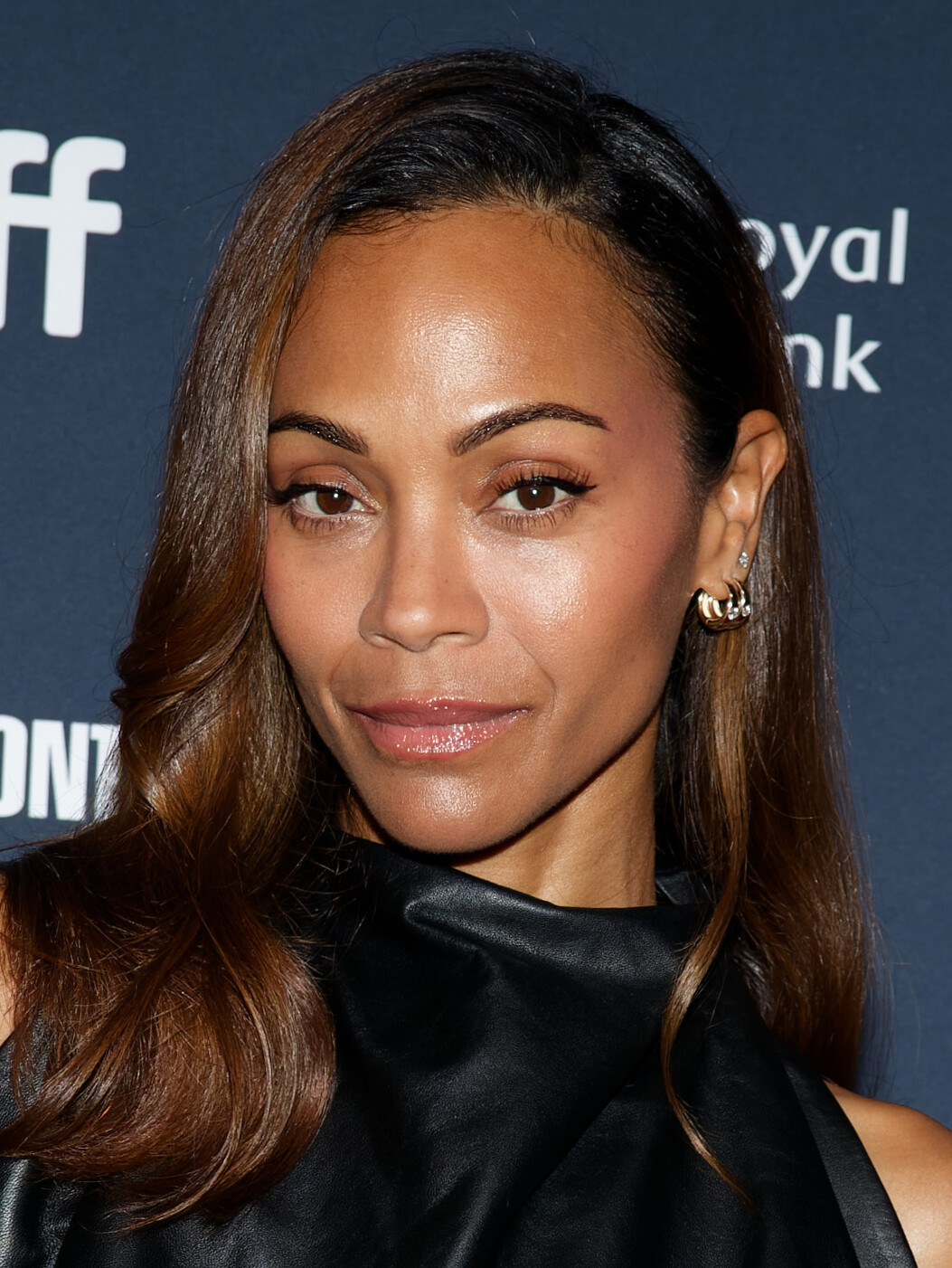
زوي سالدانيا أفضل ممثلة مساعدة

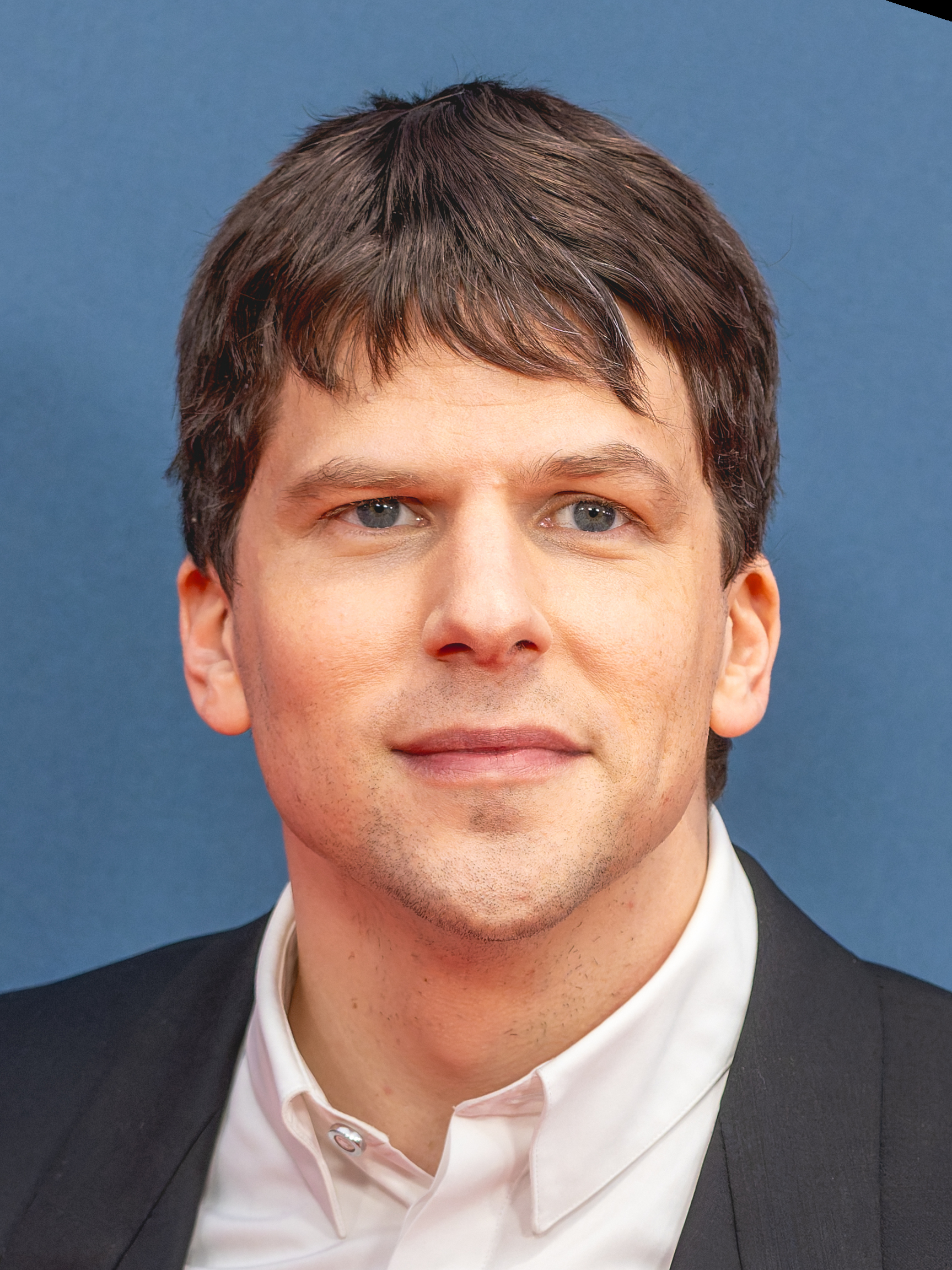
جيسي آيزينبيرغ, أفضل سيناريو أصلي

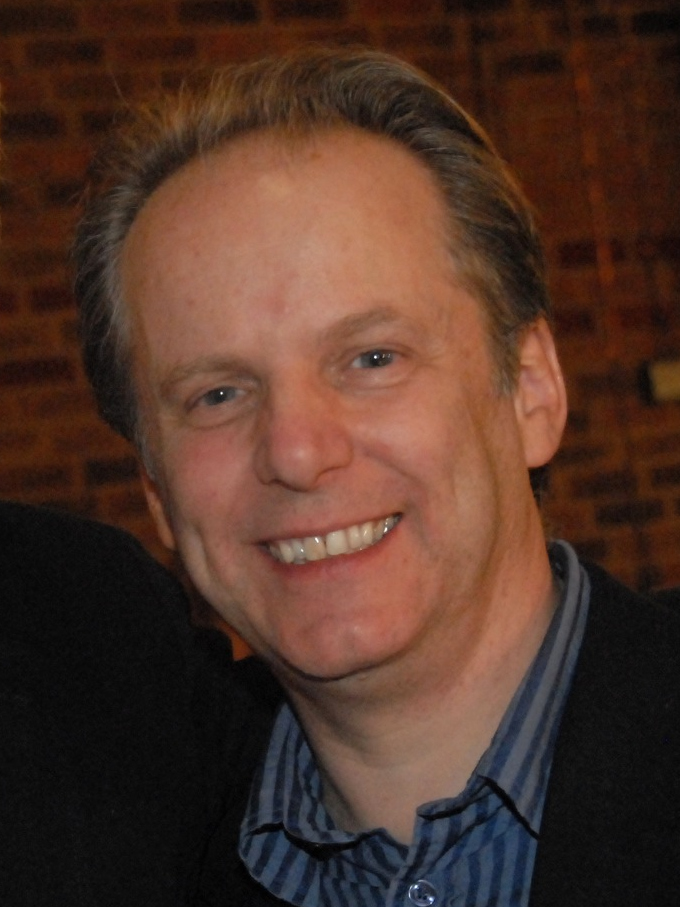
نيك بارك, Best Animated Film and Best Children's & Family Film co-winner

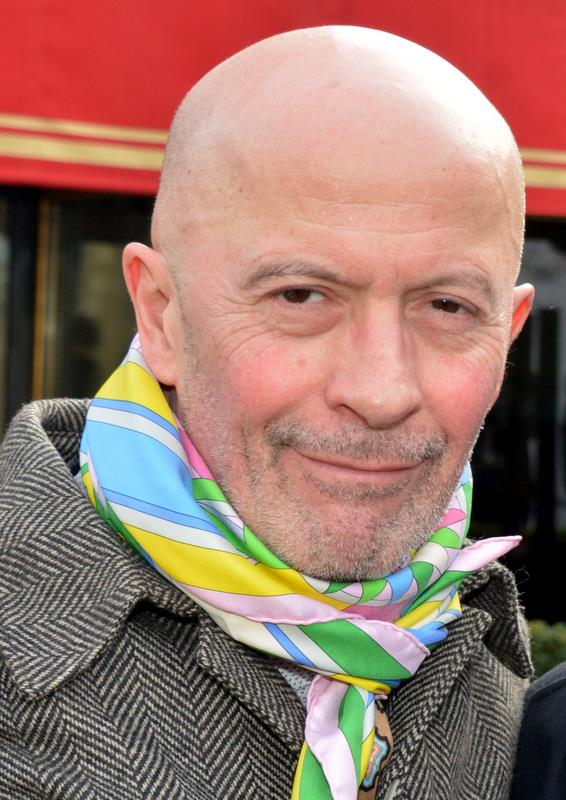
جاك أوديار, Best Film Not in the English Language co-winner

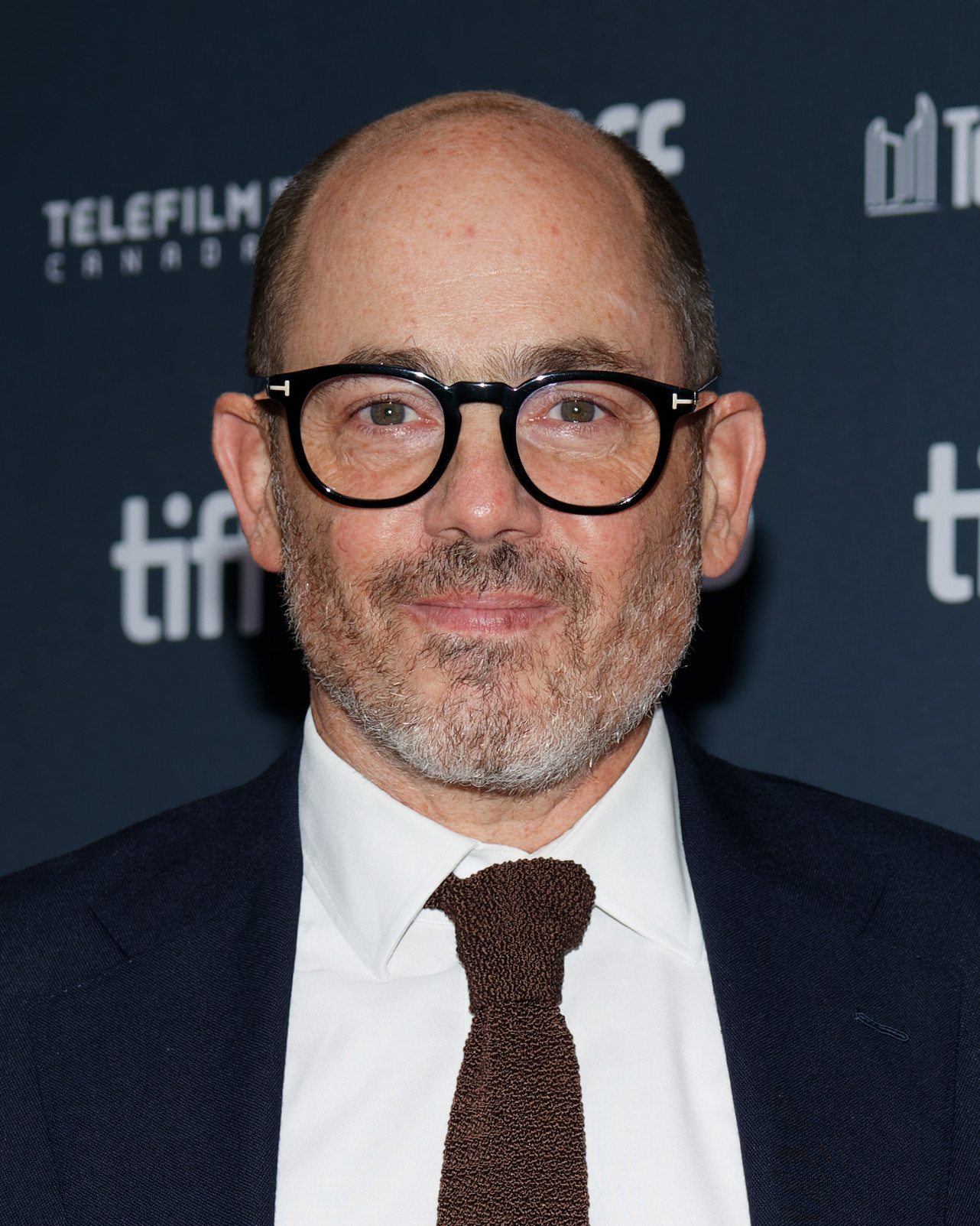
إدوارد بيرغر, Outstanding British Film co-winner

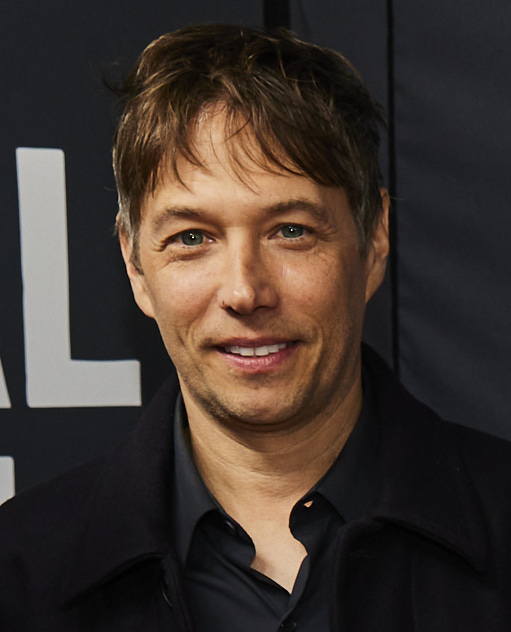
Sean Baker, Best Casting co-winner

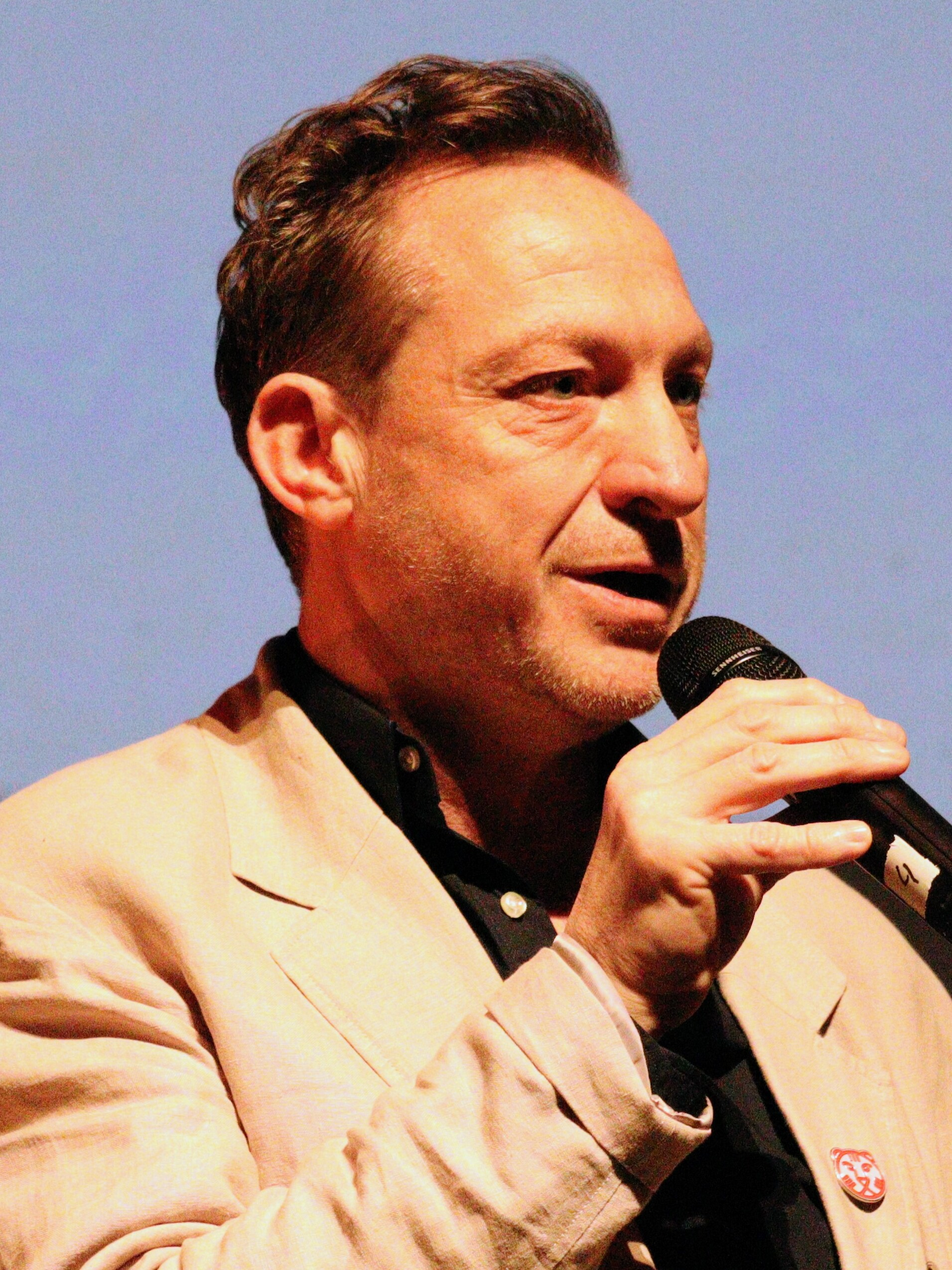
Lol Crawley, Best Cinematography winner

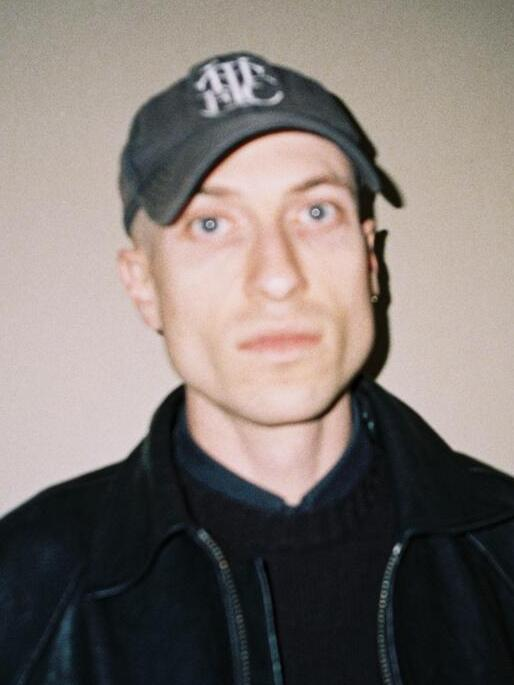
Daniel Blumberg, Best Original Score winner

أُعلن الفائزون بالجوائز، في الحفل الذي أقيم في 16 فبراير 2025.

### الجوائز
| أفضل فيلم | أفضل مخرج |
| --- | --- |
| - المجمع المغلق - أنورا - الوحشي - مجهول تماما - إيميليا بيريز | - برادي كوربيت - الوحشي - جاك أوديار - إيميليا بيريز - شون بيكر - أنورا - إدوارد بيرغر - المجمع المغلق - كورلي فرجاه - المادة - ديني فيلنوف - كثيب: الجزء الثاني |
| أفضل ممثل | أفضل ممثلة |
| - أدريان برودي - الوحشي بدور لازلو توث - تيموثي شالاماي - مجهول تماما بدور بوب ديلن - كولمان دومينغو - Sing Sing بدور جون "ديفاين جي" ويتفيلد - رالف فاينس - المجمع المغلق بدور الكاردينال توماس لورانس - هيو غرانت - مهرطق بدور السيد ريد - سيباستيان ستان - المتدرب بدور دونالد ترامب | - مايكي ماديسون - أنورا بدور أنورا "آني" ميغيفا - سينثيا إيريفو - ويكد بدور إلفابا ثروب - كارلا صوفيا غاسكون - إيميليا بيريز بدور إميليا بيريز - ماريان جان باتيست - Hard Truths بدور بانسي ديكون - ديمي مور - المادة بدور إليزابيث سباركل - سيرشا رونان - The Outrun بدور رونا                           |
| أفضل ممثل مساعد | أفضل ممثلة مساعدة |
| - كيران كولكين - A Real Pain بدور بنجي كابلان - يورا بوريسوف - أنورا بدور إيغور - كلارنس ماكلين - Sing Sing بدور كلارنس ماكلين - إدوارد نورتون - مجهول تماما بدور بيت سيغر - غاي بيرس - الوحشي بدور هاريسون لي فان بورين - جيرمي سترونغ - المتدرب بدور روي كون                          | - زوي سالدانيا - إيميليا بيريز بدور ريتا مورا كاسترو - جيمي لي كرتيس - The Last Showgirl بدور أنيت - سيلينا غوميز - إيميليا بيريز بدور جيسي ديل مونتي - أريانا غراندي - ويكد بدور غاليندا "غليندا" أبلاند - فيليسيتي جونز - الوحشي بدور إيرزسبيت توث - إيسابيلا روسوليني - المجمع المغلق بدور الأخت أغنيس |
| أفضل سيناريو أصلي | أفضل سيناريو مقتبس |
| - جيسي آيزينبيرغ - A Real Pain - شون بيكر - أنورا - برادي كوربيت ومونا فاستفولد - الوحشي - كورلي فرجاه - المادة - ريتش بيبيات ، ناوايز أو كايريالين، ليام أوج أو هانيد، وجي جي أو دوشارتاي - Kneecap                                                                                    | - بيتر ستروجان - المجمع المغلق - جاك أوديار - إيميليا بيريز - جوسلين بارنز وراميل روس - أولاد النيكل - كلينت بنتلي، غريغ كويدار، جون "ديفاين جي" ويتفيلد، وكلارنس ماكلين - Sing Sing - جاي كوكس وجيمس مانغولد - مجهول تماما                                                                               |
| أفضل فيلم رسوم متحركة | أفضل فيلم وثائقي |
| - والاس وغروميت: الانتقام المر - الفيضان - قلبا وقالبا 2 - الروبوت البري | - Super/Man: The Christopher Reeve Story - لا أرض أخرى - Black Box Diaries - Daughters - Will & Harper |
| أفضل فيلم غير ناطق باللغة الإنجليزية | أفضل اختيار للممثلين |
| - إيميليا بيريز - انا لا أزال هنا - All We Imagine as Light - Kneecap - The Seed of the Sacred Fig | - أنورا - المتدرب - مجهول تماما - المجمع المغلق - Kneecap |
| أفضل تصوير سينمائي | أفضل تصميم للأزياء |
| - الوحشي - المجمع المغلق - كثيب: الجزء الثاني - إيميليا بيريز - نوسفيراتو | - ويكد - بليتز - مجهول تماما - المجمع المغلق - نوسفيراتو |
| أفضل تحرير | أفضل مكياج وشعر |
| - المجمع المغلق - أنورا - كثيب: الجزء الثاني - إيميليا بيريز - Kneecap | - المادة - كثيب: الجزء الثاني - إيميليا بيريز - نوسفيراتو - ويكد |
| أفضل موسيقى تصويرية أصلية | أفضل تصميم إنتاجي |
| - الوحشي - المجمع المغلق - إيميليا بيريز - نوسفيراتو - الروبوت البري | - ويكد - الوحشي - المجمع المغلق - كثيب: الجزء الثاني - نوسفيراتو |
| أفضل صوت | أفضل المؤثرات البصرية |
| - كثيب: الجزء الثاني - بليتز - غلاديايتر II - المادة - ويكد | - كثيب: الجزء الثاني - بيتر مان - غلاديايتر II - مملكة كوكب القردة - ويكد |

## الاحصائات
| #  | الفيلم                       |
| 12 | المجمع المغلق                |
| 11 | إيميليا بيريز                |
| 9  | الوحشي (فيلم)                |
| 7  | أنورا                        |
| 7  | كثيب: الجزء الثاني           |
| 7  | ويكد                         |
| 6  | مجهول تماما                  |
| 6  | Kneecap                      |
| 5  | نوسفيراتو                    |
| 5  | المادة (فيلم)                |
| 3  | المتدرب                      |
| 3  | بليتز                        |
| 3  | غلاديايتر II                 |
| 3  | Sing Sing                    |
| 3  | والاس وغروميت: الانتقام المر |
| 3  | الروبوت البري                |
| 2  | الفيضان                      |
| 2  | Hard Truths                  |
| 2  | The Outrun                   |
| 2  | A Real Pain                  |

| # | الفيلم                       |
| 4 | الوحشي (فيلم)                |
| 4 | المجمع المغلق                |
| 2 | أنورا                        |
| 2 | كثيب: الجزء الثاني           |
| 2 | إيميليا بيريز                |
| 2 | A Real Pain                  |
| 2 | والاس وغروميت: الانتقام المر |
| 2 | ويكد                         |

1. ↑  If counting مايكي ماديسون's Rising Star Award nomination, Anora would have eight nominations.